# Semjon Ivanovič Děžňov
Semjon Ivanovič Děžňov rusky Семён Ива́нович Дежнёв (kolem 1605, Velikij Usťug ve Vologdské oblasti – počátek 1673, Moskva) – byl ruský kozák v carské službě, mořeplavec, cestovatel a průzkumník severní a východní Sibiře, také obchodník s kožešinami.
Jako první ze známých evropských mořeplavců proplul již v roce 1648 Beringovou úžinou, a to již 80 let před Vitusem Beringem, po němž nakonec průliv dostal jméno, i když se Beringovi nepodařilo proplout celou úžinou a byl nucen omezit se pouze na obeplutí její jižní části, zatímco Děžňov překonal průliv ze severu na jih po celé jeho délce. Jeho jménem je nazván nejvýchodnější pevninský výběžek Asie – Děžňovův mys.

## Životopis
Informace o Děžňovově životě jsou známy pouze pro období let 1638 až 1671. Narodil se ve Velikém Ustogu (podle některých pramenů v některé z vesnic na řece Piněga). Kdy odtud Děžňov odešel "hledat štěstí na Sibiř", není známo.
V třicátých letech 17. století na Sibiři nejprve sloužil v Tobolsku, poté v Jenisejsku. Za velkých nebezpečí v letech 1636-1646 "smířil" Jakuty. Z Jenisejska v roce 1638 odešel v oddílu bojarského syna Petra Beketova do Jakutského ostrogu (ostrog = stálé nebo dočasné opevněné sídlo), právě založeného v sousedství ještě nepokořených domorodců. Celá Děžňovova služba v Jakutsku představuje sled neúnavné činnosti, často spojené s nebezpečím života: za dvacet let služby zde byl devětkrát raněn. Již v letech 1639-1640 podrobil místního knížete Sacheje. V letech 1640-1641 se účastnil traperských výprav v oblasti řeky Jany a v následujícím roku se dostal ještě dále na východ, k hornímu toku řeky Indigirka: v roce 1641 se skupinou patnácti lidí vybírá na řece Janě "jasak" (výraz převzatý z mongolštiny; v naturáliích – většinou kožešinách – vybíraná daň) a úspěšně ji přepraví do Jakutska, třebaže byl přepaden tlupou 40 banditů. V roce 1642 byl spolu se Staduchinem vyslán na výběr jasaku na řeku Ojmjakon, odkud se vydal k Indigirce, po níž se dostal k Severnímu ledovému oceánu. Zde se Děžňov a Staduchin spojili s Michajlovem.
Po tříleté službě se Staduchin a Michajlov s polovinou lidí vypravili do Jakutska a Děžňova s třinácti lidmi nechali na Kolymském poloostrově. Michajlov se z cesty vrátil obratem a mezitím Děžňov musel odrazit přepadení pěti set Jukarigů, kteří chtěli nevelkou posádku ostrožku zahubit. Na Kolymě Děžňov sloužil do léta 1648 (mezitím se pokusil proniknout ještě dále na východ v naději, že narazí na velké kolonie mrožů, ale bezúspěšně). Poté byl zařazen jako výběrčí jasaku do expedice ruského kupce Fjodota Alexejeva Popova. V létě 1648 Popov a Děžňov v čele cca 90 kozáků na sedmi kočích vypluli na moře. Minuli Wrangelův ostrov, obepluli Čukotský poloostrov a jako první propluli Beringovou úžinou.
Po ztroskotání šel Děžňov deset týdnů s pětadvaceti lidmi k ústí řeky Anadyr, kde zahynulo ještě 13 lidí; se zbylými zde přezimoval a v létě roku 1649 se na nově postavených lodích vypravil po řece do prvních vesnic domorodců. Zde, na středním toku řeky Anadyr, vystavěl zimoviště, posléze nazvané Anadyrský ostrog nebo Anadyrsk. (Dnešní město Anadyr se nachází u ústí řeky a bylo založeno až v roce 1889.) V roce 1650 sem přibyla po souši skupina Rusů z Nižně-Kolymska; tuto cestu, výhodnější nežli mořská, využil i Děžňov, vrátiv se sem v roce 1652 – Anadyrská zátoka se ukázala být bohatou na kolonie mrožů. V roce 1653, kvůli zásilce mroží kosti (mroží kly byly ceněny jako slonovina) a kožešin do Jakutska předal velení nad ostrogem, ale zůstal v oblasti do roku 1662, kdy se vrátil do Jakutska. Odtud byl knížetem Boratyňským, jakutským gubernátorem, vyslán do Moskvy, aby tam dopravil zásilku sobolích kožešin a podal zprávu na carském dvoře; přibyl tam uprostřed roku 1664. Dochovala se jeho suplika o vyplacení služného za 19 let, které si vysloužil, avšak neobdržel; služné nakonec skutečně dostal. Zpět do Jakutska vyrazil v roce 1665, další výpravy však již nepodnikl. Sloužil tam do roku 1670, kdy byl znovu vyslán do Moskvy, kde se objevil v roce 1671.
Jako uznání zásluh dostal starý a nemocný kozák jmenování atamanem. Poslední dva roky života strávil v Moskvě.

## Odraz v současnosti
- Děžňovovo jméno nesou mys (nejzazší severovýchodní výspa Čukotky a potažmo Asie (Děžňov sám ho nazval Velký kamenný nos), ostrov, poloostrov, zátoka a vesnice
- v centru Velikého Ustogu mu byl v roce 1972 postaven památník
- v roce 1983 byl o něm natočen životopisný film
- v roce 2001 Ruská banka v sérii pamětních mincí "Ovládnutí a průzkum Sibiře" vydala minci "Expedice F. Popova a S. Děžňova" v nominální hodnotě 100 rublů
- v září roku 2005 byl v Jakutsku odhalen pomník Semjova Děžňova, jeho ženy Jakutky Abakajady Sjučju a jejich syna Ljubima
- ruská nákladní loď Semjon Děžněv plavící se v Arktidě.[2]